# Nadjim Manseur
Nadjim Manseur (en arabe : نجيم منصر), né le 8 juin 1988 à Béjaïa, est un athlète algérien, spécialiste dans le 800 m.

## Biographie
En 2008, il a établi son record personnel de 1:44.75, en terminant quatrième à la sixième rencontre de l'AF Golden League à Rome, en Italie.
Manseur a représenté l'Algérie aux Jeux olympiques d'été de 2008 à Pékin, où il a concouru pour le 800 mètres masculin, aux côtés de son compatriote Nabil Madi. Il a terminé huitième dans la ronde finale de cet événement par plus d'une seconde derrière Madi, en dehors de son record personnel de 1:47.19.